# Внешняя политика Камеруна
Во внешней политике Камерун придерживается политики неприсоединения. Наиболее тесные отношения сложились с Францией, чьей колонией страна была вплоть до 1960 года.

## Участие в международных организациях
- Международную организацию стран АКТ
- Африканский союз
- Центрально-Африканский таможенный и экономический союз (ЮДЕАК)
- ООН

## Двухсторонние отношения

### Франция
Камерун и Франция тесно взаимодействуют в торговой, военной, культурной, экономической и других сферах.

### Израиль
Израиль оказывал помощь Камеруну во время вспышек эпидемий вируса Эболы и птичьего гриппа. Израильские военные занимаются подготовкой военнослужащих камерунской армии. В свою очередь, Камерун голосовал против некоторых антиизраильских резолюций ООН, а также был единственной страной, голосовавшей против резолюции ООН «Помощь палестинским беженцам».

### Нигерия
В 1990-е годы нигерийско-камерунские отношения оставались напряжёнными из-за пограничного конфликта на полуострове Бакасси. На современном этапе оба государства ведут совместную борьбу против боевиков Боко Харам.

### Чад
Дипломатические отношения между республиками Чад и Камерун установлены ещё в 1960 году. Для Чада эти отношения являться одними из ключевых, так как государство, в отличие от своего партнёра, не имеет выхода к морю и ограничено в возможности пользоваться воздушным транспортом. Поэтому в транспортной сфере страны взаимодействуют наиболее тесно.
В 1987 году Камерун стал третьим по величине торговым партнёром Чада после Франции и США. Основными экспортными товарами являлись хлопок и сельскохозяйственная продукция.

### Россия
Началом истории дипломатических отношений России и Камеруна можно считать дату 20 февраля 1964 года, когда последний установил дипломатические связи с Советским Союзом.

### США
Департамент сельского хозяйства Соединённых Штатов (USDA) предоставил в 2003 году субсидию на товары стоимостью 6 млн долл США для финансирования проектов развития сельского хозяйства в Северной провинции Камеруна. Аналогичная программа на сумму 4 млн была утверждена в 2004 году. Программа будет финансировать проект по развитию сельского хозяйства и улучшению качества продуктов питания в Восточной провинции и Адамада.
В 2019 году президент США Дональд Трамп сократил военную помощь Камеруну за насилия, совершаемые камерунской армией против граждан. Он также исключил Камерун из числа стран, имеющих беспошлинный доступ к американскому рынку.

### Китай
Со времени первого Форума по сотрудничеству в Африке  в 2000 году, Пекин предоставил Камеруну 2,4 млрд долл на финансирование развития страны.

### Индия
В 2007 году Индия безвозмездно передала Яунде 60 тракторов и другой сельскохозяйственной техники. 29 мая 2009 года Индия выдала кредит на сумму 37,65 млн долг для финансирования работы плантаций риса и кукурузы.